# Directiva Marc de l'Aigua
La Directiva marc de l'aigua o la DMA és una directiva del Parlament i del Consell de la Unió Europea dictada el 23 d'octubre de 2000, sobre les normes de qualitat de l'aigua: concerneix l'aigua de superfície, freàtica, costanera i salabrosa. Preconitza mesures per a garantir una qualitat mínima des del 2012. A més de la protecció, la directiva regla la política de fixació de preus i l'aplicació del principi «qui contamina, paga».

## Disposicions
Al preàmbul de la directiva s'hi diu que «l'aigua no és un bé comercial com els altres, sinó un patrimoni que cal protegir, defensar i tractar com a tal». La directiva testimonieja d'un objectiu ambiciós de protegir l'aigua, de prevenir-ne la contaminació, promoure'n un ús sostenible, protegir el seu entorn, millorar l'estat dels ecosistemes i atenuar els efectes de les inundacions i dels episodis de sequera. Com que l'aigua no respecta les fronteres polítiques, la Unió hi veu una aliada per a propulsar la cooperació transfronterera.
La directiva imposa entre altres sistemes uniformes i comparables entre els estats de mesura de la qualitat, de redacció d'un pla hidrològic, d'un registre públic de zones protegides, d'aigües utilitzades per a la captació d'aigua potable, un programa de mesures per a mantenir i millorar la qualitat per cada conca o sub-conca, una estratègia per combatre i de prevenir la contaminació. S'estipula també una definició general de la qualitat d'aigües de superfície en tres categories: molt bon estat, bon estat i estat acceptable per a cada tipus d'aigua. Les aigües que assoleixin un estat inferior al que és acceptable s'han de classificar com a deficients o dolentes. S'utilitzen criteris de biodiversitat de la flora i fauna, d'hidromorfologia (cabal hidràulic, continuïtat, format de les riberes…) i qualitat fisicoquímica.

### Nomenclatura
| Nomenclatura europea de la qualitat d'aigua | Nomenclatura europea de la qualitat d'aigua |
| ------------------------------------------- | ------------------------------------------- |
| Estat ecològic                              | Codi de colors                              |
| Molt bo                                     | Blau                                        |
| Bo                                          | Verd                                        |
| Acceptable                                  | Groc                                        |
| Deficient                                   | Carbassa                                    |
| Dolent                                      | Vermell                                     |

## La directiva als Països Catalans

### Andorra
En el cas dels estats membres del Consell d'Europa, on l'aplicació de la legislació europea no és obligatòria, com és el cas del Principat d'Andorra, la DMA esdevé un sistema de referència per tal de realitzar una gestió integrada i sostenible dels recursos hídrics.

### Catalunya
La implantació de la DMA a Catalunya és documentada per l'Agència Catalana de l'Aigua i el seu progrés es pot seguir al web Implantació de la DMA. Un problema principal queda la sobreexplotació de l'Ebre que no sembla conforme a la directiva. El seu pla hidrològic concerneix vuit comunitats autònomes de l'estat espanyol, el que no facilita la seva realització. Les vuit van organitzar-se en la Confederació Hidrogràfica de l'Ebre a la qual la col·laboració, per causa d'interessos molt divergents, no és gaire evident i va conduir a la dita guerra de l'aigua.

### Illes Balears
A les Illes Balears, la implantació és organitzada per l'Administració hidràulica que publicà el Pla Hidrològic de les Illes Balears Arxivat 2013-06-16 a Wayback Machine..

### Rosselló
A França, el programa de mesures de la DMA per al Rosselló és integrat al pla hidrològic del Llenguadoc-Rosselló i la seva implantació es fa per l'administració central. Les regions només tenen un paper consultatiu.

## La directiva a Espanya
El Regne d'Espanya va ser condemnat el 4 d'octubre de 2012 pel Tribunal de Justícia de la Unió Europea per no haver realitzat un pla de conca dels rius de la península, una obligació que hauria de ser acomplerta el 2010. L'únic estat del Regne que va fer els deures va ser Catalunya.